# Opel Manta
Opel Manta är en personbil, tillverkad i två generationer av den tyska biltillverkaren Opel mellan 1970 och 1988.
Tekniskt baserades Opel Manta på Opel Ascona.

## Manta A (1970-75)
Opel skapade efter framgångarna med Opel GT Opel Manta vars huvudkonkurrent var Ford Capri. Den första generationen (Manta A) hade flera likheter med Opel GT. 
Versioner:
| Modell | Årsmodell | Motor              | Cylindervolym | Effekt | Bränslesystem      |
| ------ | --------- | ------------------ | ------------- | ------ | ------------------ |
| 12     | 1972-75   | 4-cyl radmotor ohv | 1196 cm³      | 60 hk  | Enkel förgasare    |
| 16     | 1970-75   | 4-cyl radmotor CIH | 1584 cm³      | 68 hk  | Enkel förgasare    |
| 16 S   | 1970-75   | 4-cyl radmotor CIH | 1584 cm³      | 80 hk  | Enkel förgasare    |
| 19     | 1970-75   | 4-cyl radmotor CIH | 1897 cm³      | 90 hk  | Enkel förgasare    |
| GT/E   | 1974-75   | 4-cyl radmotor CIH | 1897 cm³      | 105 hk | Bränsleinsprutning |

## Galleri

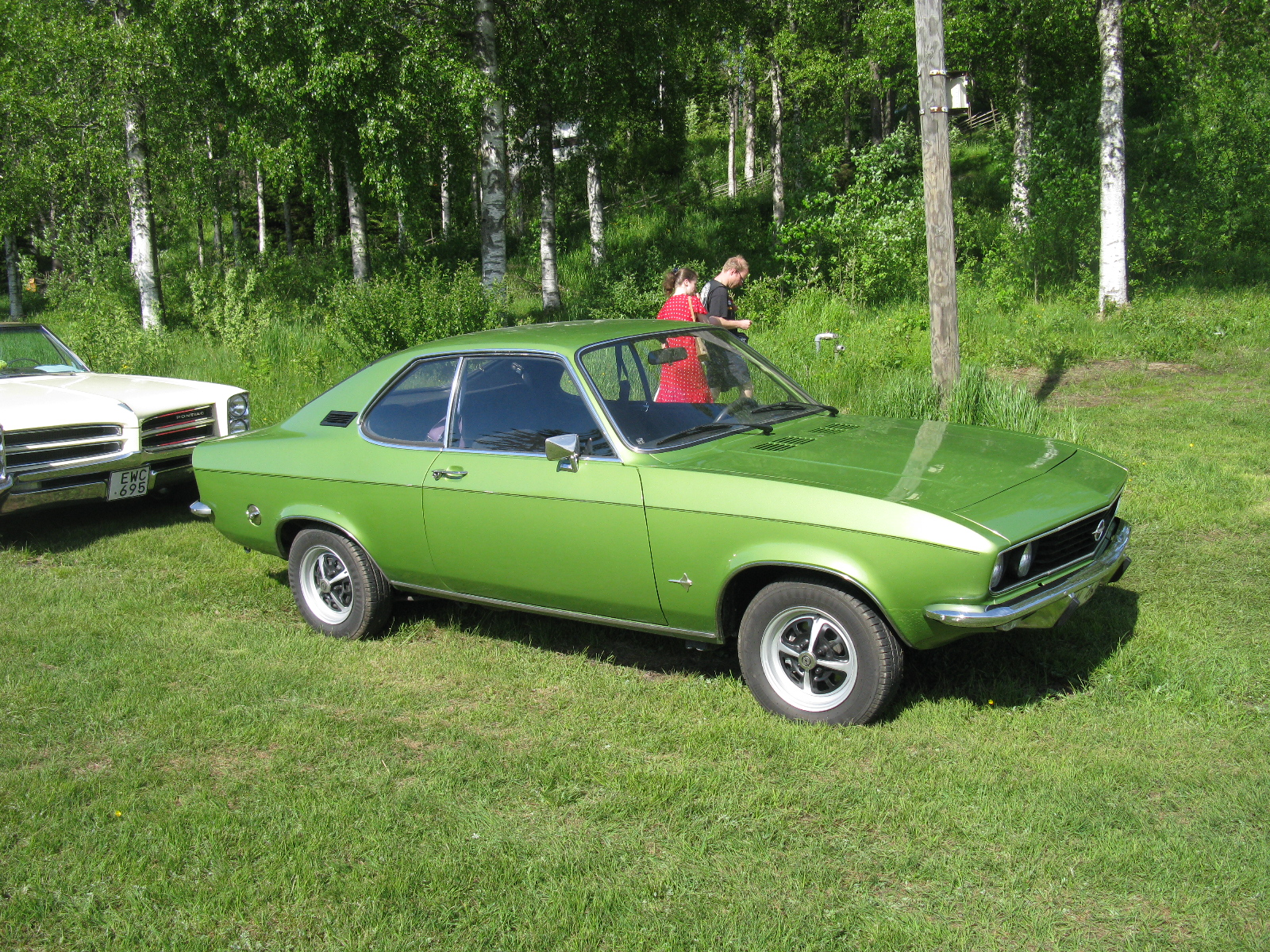
Manta A
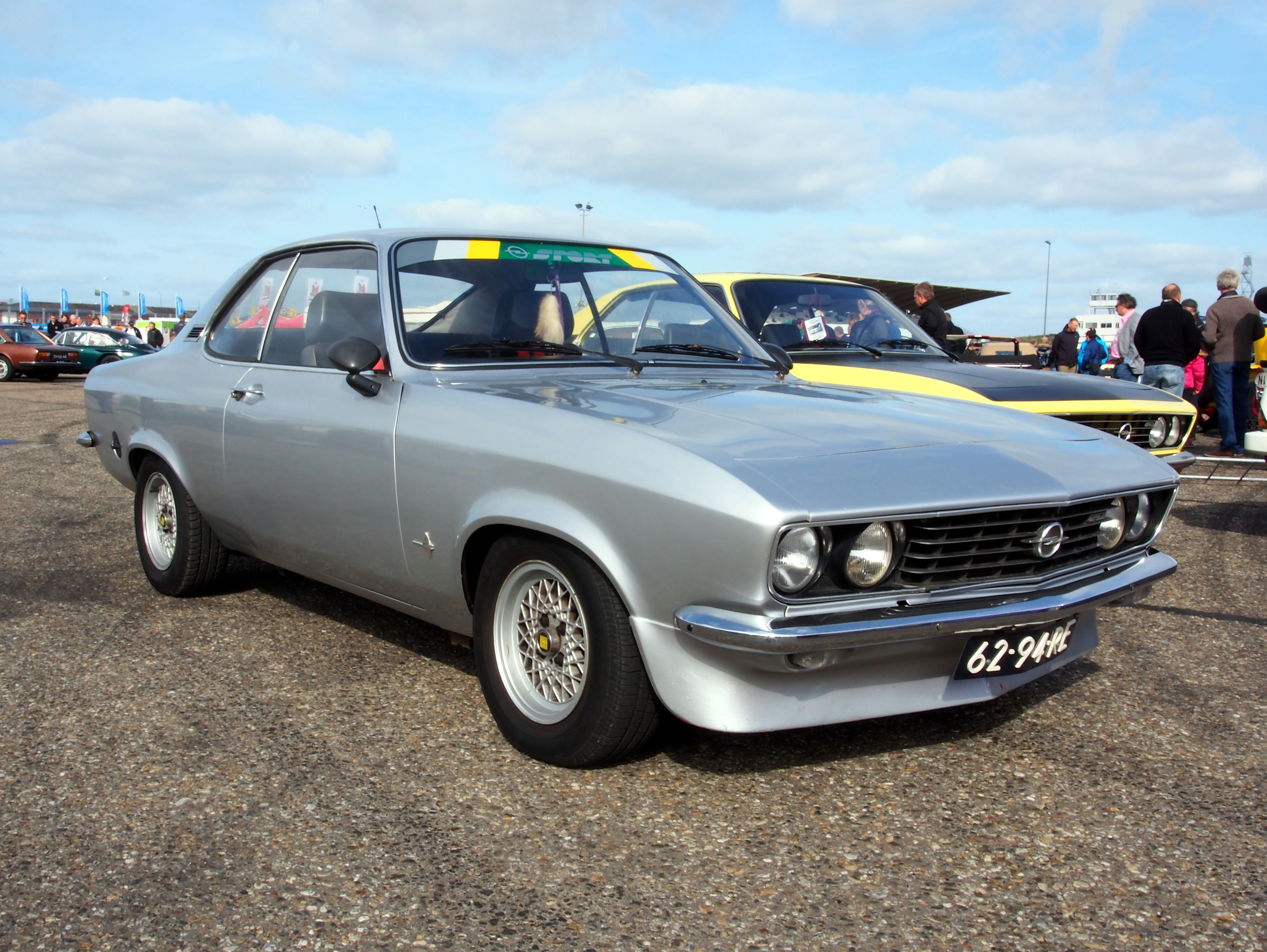
Manta A
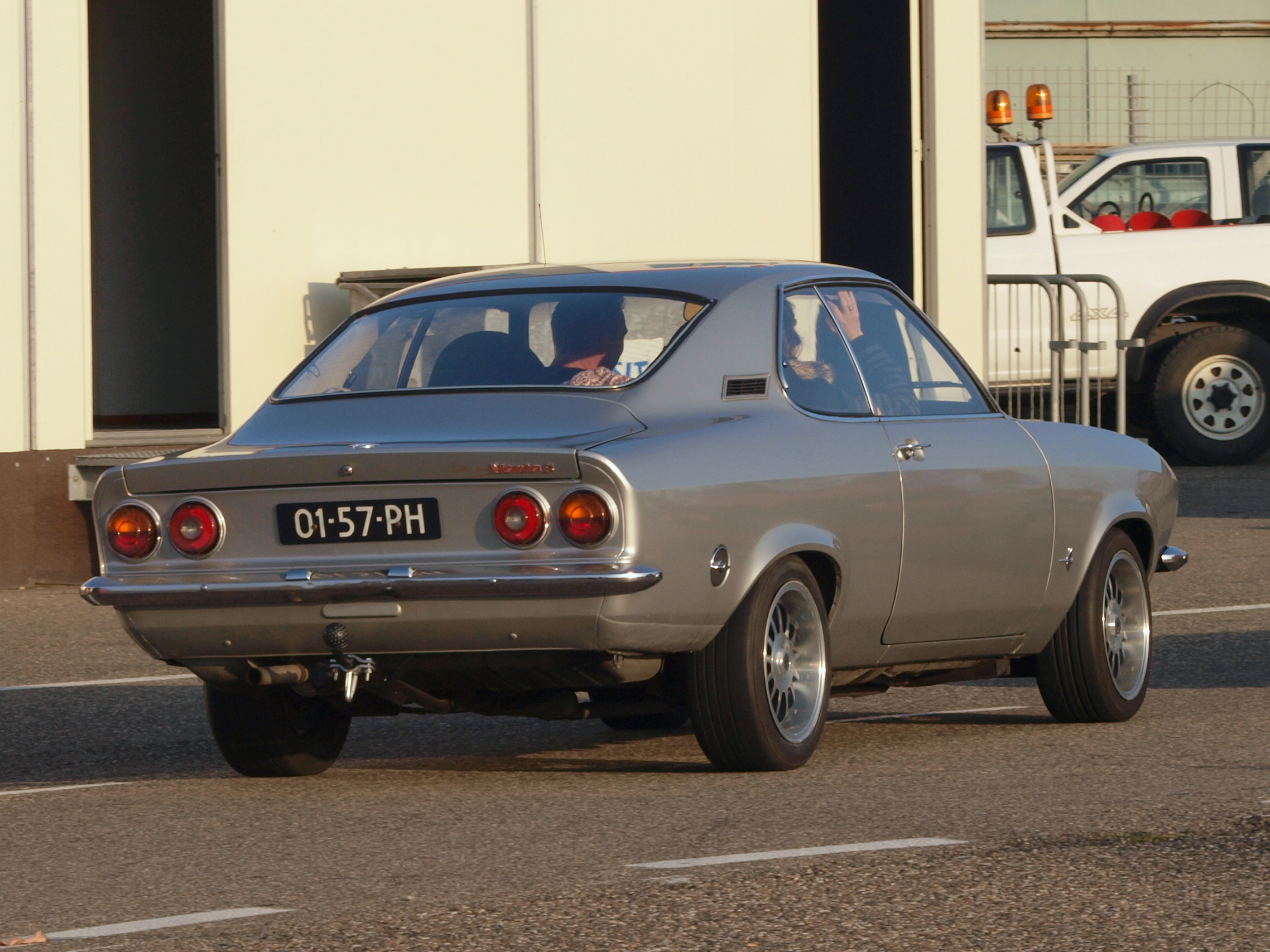
Manta A

## Manta B (1975-88)
Den andra generationen (Manta B) hade en mer egen design med front från Vauxhall Cavalier Mk I. Manta B tillverkades fram till 1988. År 1989 kom Opel Calibra som efterträdare. Mantan hade en 88 hästkrafters avgasrenad 1,9 liters CIH-motor, vilkens motorkultur och prestanda lämnade mycket att önska. Den såldes enbart som tvådörrars Berlinetta till en början, tills 1979 då den tredörrars halvkombimodellen Manta CC tillkom. GT/E modellen, med bränsleinsprutning och 105 hk kom samma år. En version utan "rallypaket" kom 1980 (Manta 2,0 E), och 1981 försvann tvådörrarsvarianten. Nästa år blev det tvärtom, och enbart den tvådörrars 2,0 E fanns att få. 1983 fick Mantan en facelift med nya stötfångare och inredning, och 5-växlad låda som standard (2,0 E och GT/E). Diffspärr tillkom 1984, och 1985 bytte Mantan namn till GSi utan några nämnvärda förändringar. Effekten hade vid det här laget gått upp till 110 hk.
När Opel Ascona kom i sin tredje generation 1982 fortsatte Manta att använda grundkonstruktionen från den tidigare generationen ända till 1988. Manta B blev alltså en långlivad generation (1976-1988). 
Manta 400 hade i gatversionen 144 hk. Rallyversionen upp till 275 hk från fabrik (fas3 motor). Dock kunde de trimmades ytterligare, till ca 340 hk (utan någon form av överladdning). För att sänka vikten jämfört med Opels föregångare i rally, Ascona 400, hade Manta 400 huv, baklucka, dörrar, spoilers, stänkskärmar och lamphus i kevlar.
Versioner (Europa):
| Modell | Årsmodell | Motor                   | Cylindervolym | Effekt     | Bränslesystem                             |
| ------ | --------- | ----------------------- | ------------- | ---------- | ----------------------------------------- |
| 1.2    | 1976-79   | 4-cyl radmotor ohv      | 1196 cm³      | 55 hk      | Enkel förgasare                           |
| 1.2 S  | 1976-79   | 4-cyl radmotor ohv      | 1196 cm³      | 60 hk      | Enkel förgasare                           |
| 1.6    | 1976-80   | 4-cyl radmotor CIH      | 1584 cm³      | 60 hk      | Enkel förgasare                           |
| 1.6 S  | 1976      | 4-cyl radmotor CIH      | 1584 cm³      | 75 hk      | Enkel förgasare                           |
| 1.9    | 1977-80   | 4-cyl radmotor CIH      | 1897 cm³      | 75 hk      | Enkel förgasare                           |
| 1.9 S  | 1976-78   | 4-cyl radmotor CIH      | 1897 cm³      | 90 hk      | Enkel förgasare                           |
| GT/E   | 1976-77   | 4-cyl radmotor CIH      | 1897 cm³      | 105 hk     | Bränsleinsprutning                        |
| 2.0 S  | 1978-83   | 4-cyl radmotor CIH      | 1897 cm³      | 100 hk     | Enkel förgasare                           |
| GT/E   | 1978-88   | 4-cyl radmotor CIH      | 1997 cm³      | 110 hk     | Bränsleinsprutning                        |
| 1.3 S  | 1980-86   | 4-cyl radmotor SOHC     | 1297 cm³      | 75 hk      | Enkel förgasare                           |
| 1.8    | 1981-88   | 4-cyl radmotor SOHC     | 1796 cm³      | 90 hk      | Enkel förgasare                           |
| 400    | 1981-84   | 4-cyl radmotor DOHC 16v | 2410 cm³      | 144-275 hk | Dubbla förgasare eller bränsleinsprutning |

## Galleri

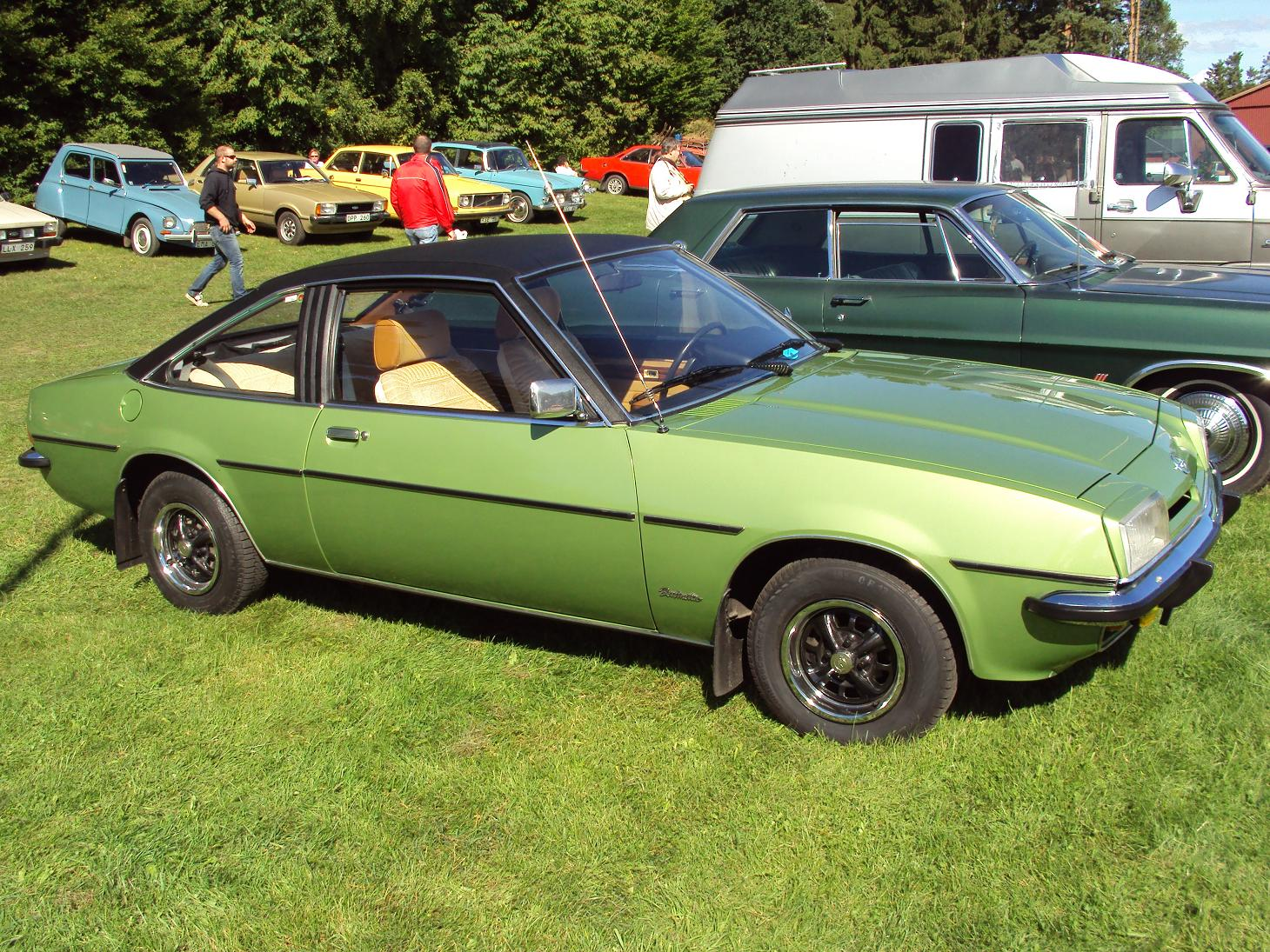
Manta Berlinetta
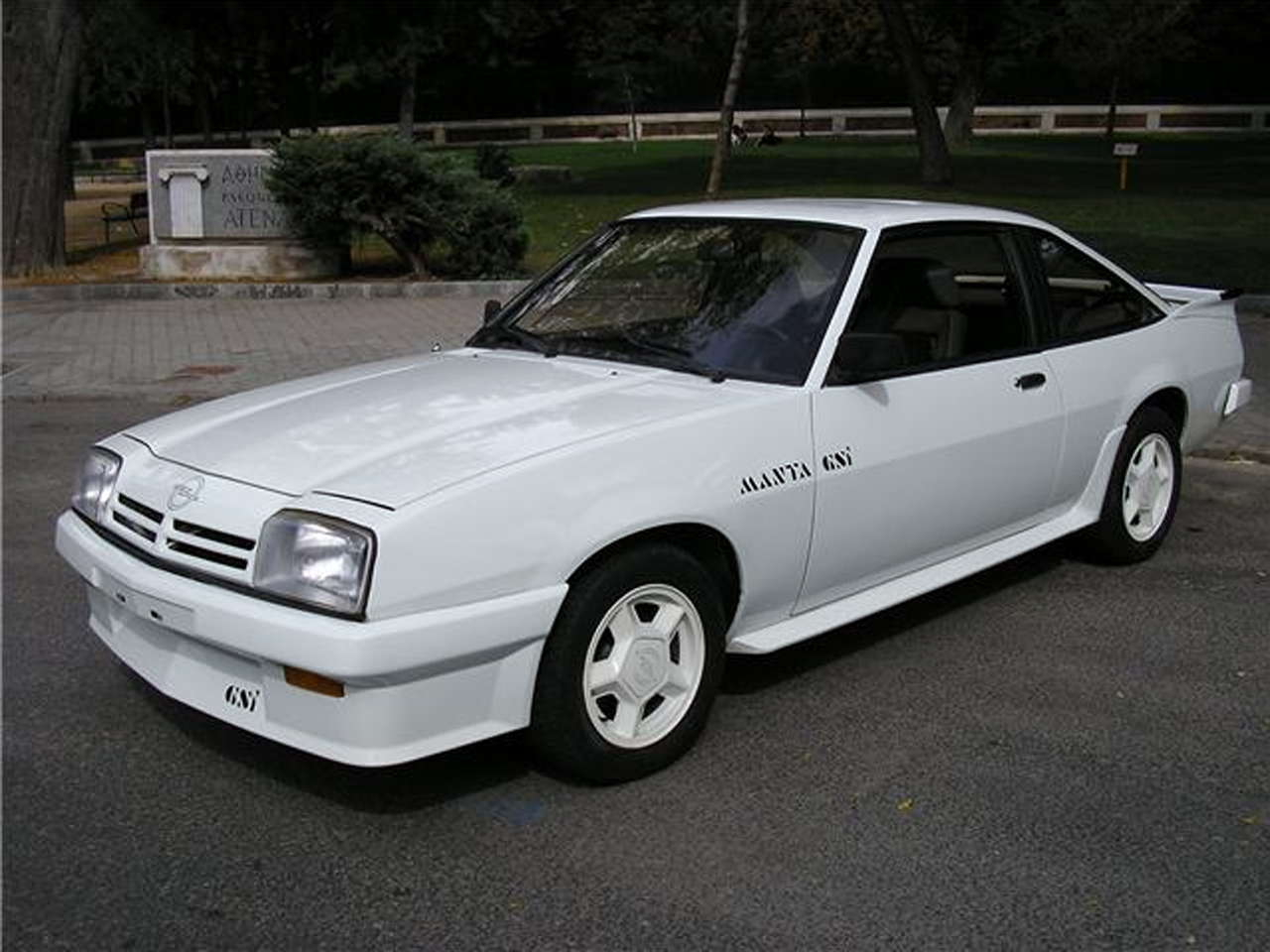
Manta GSi
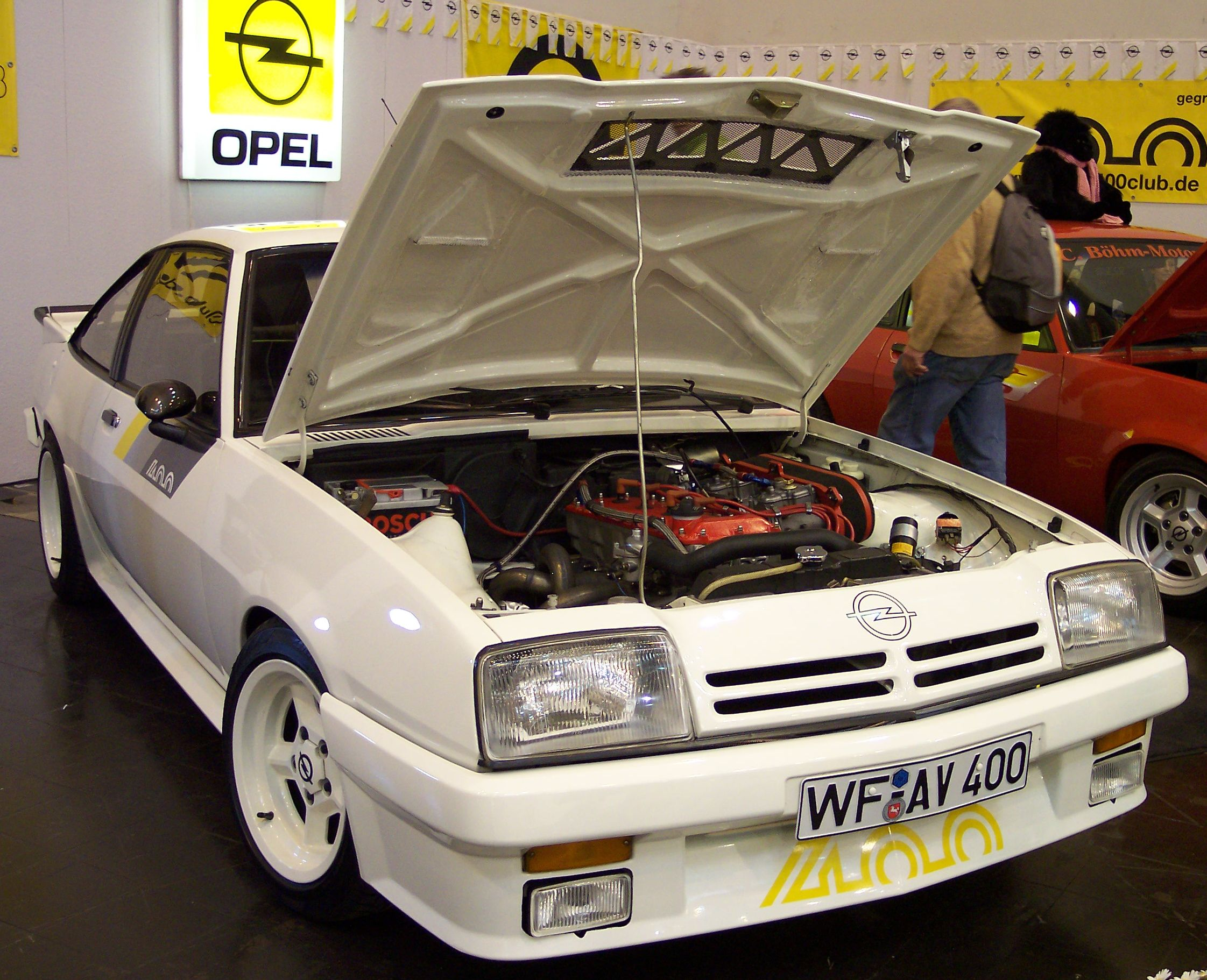
Manta 400
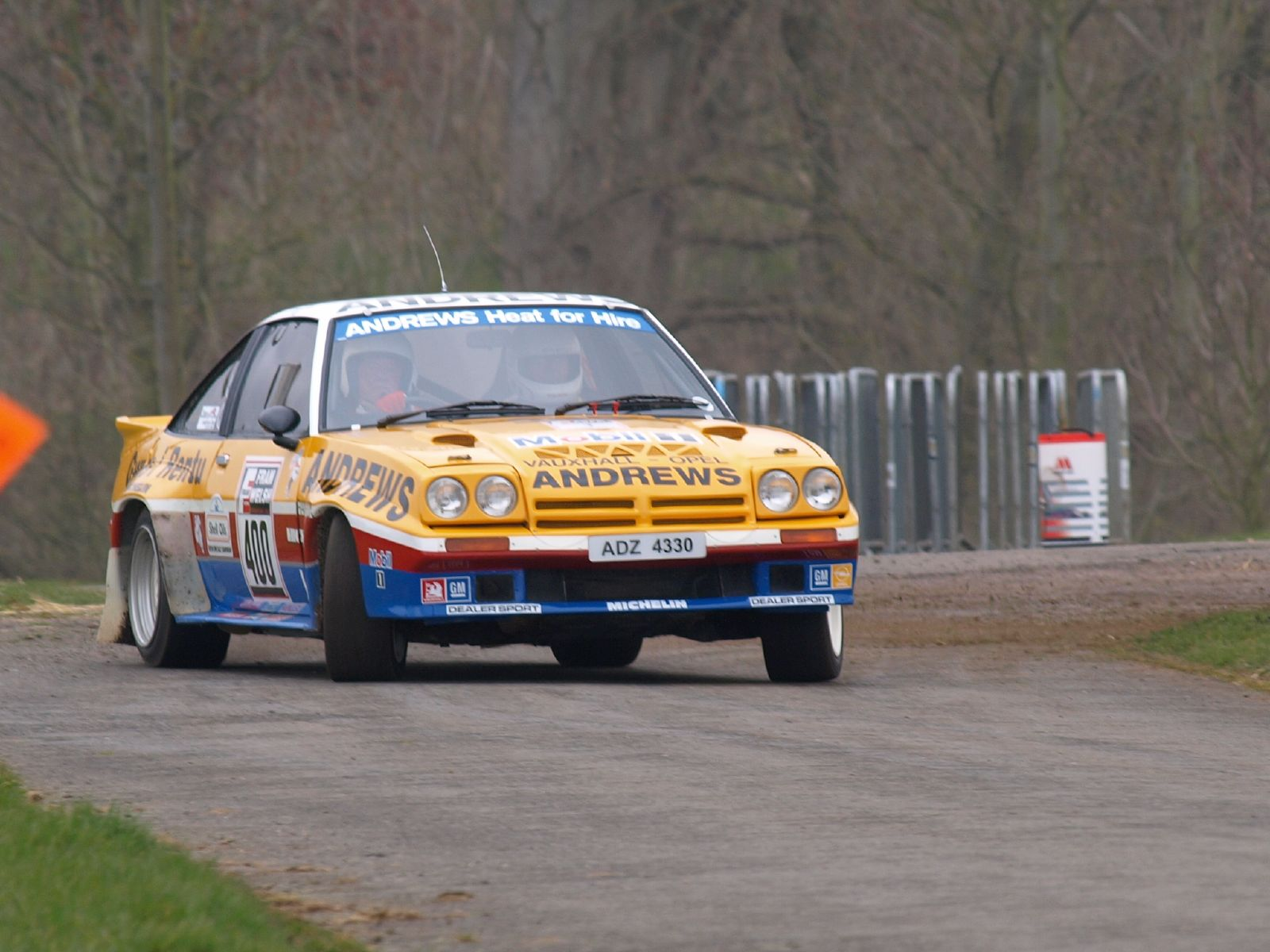
Manta 400
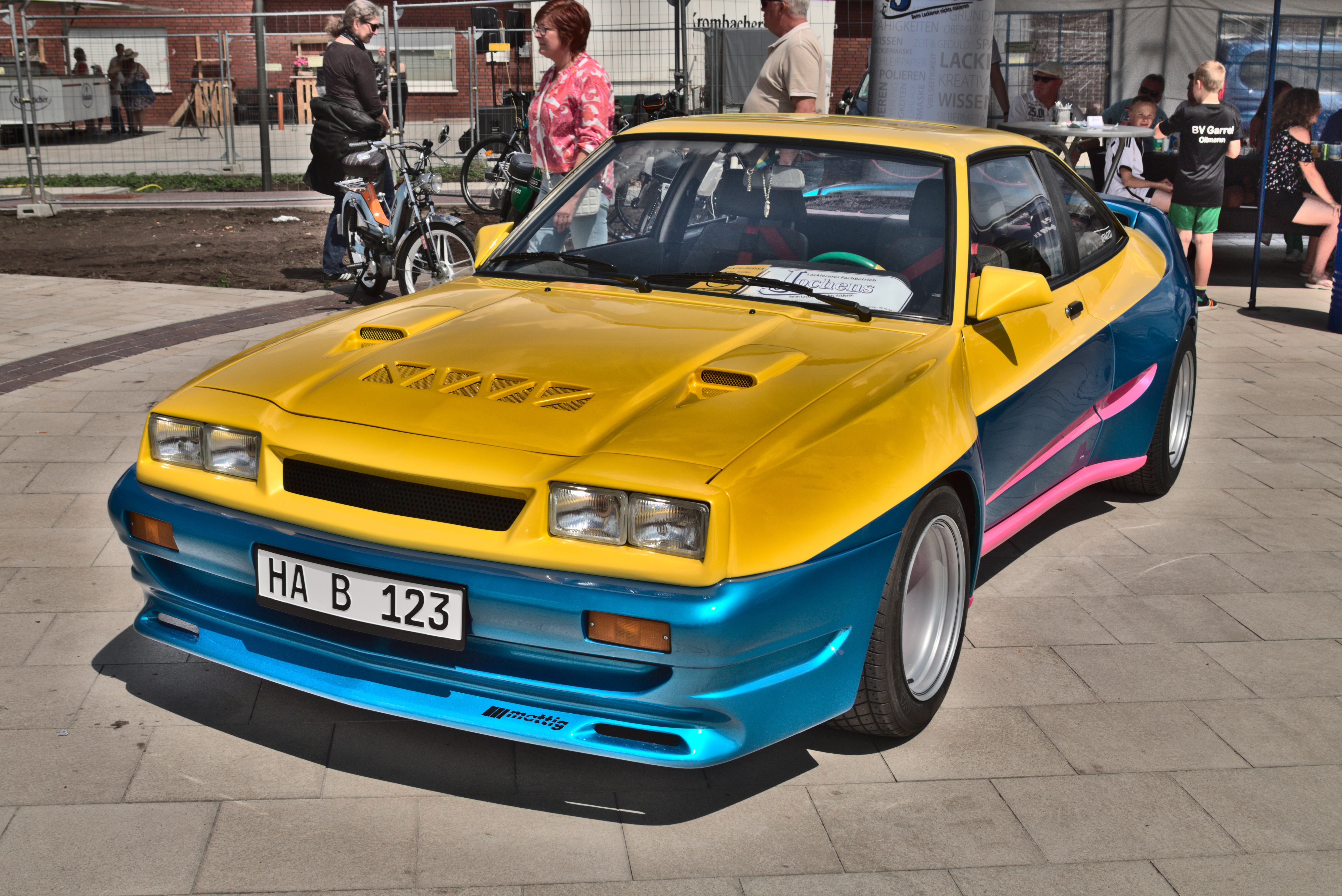
Berties Manta